# Кяла
Кяла — река в Хабаровском крае, Россия, левый приток Юдомы. Длина реки — 109 км, площадь водосборного бассейна — 2560 км².
Река Кяла стекает со склонов Юдомcкого хребта, к западу от среднего течения реки Делькю-Охотская, на высоте более 1663 м над уровня моря. Преимущественно течёт на юг в межгорной долине вдоль Юдомcкого хребта, в низовьях — на юго-запад. Впадает в Юдому слева на высоте менее 669 м над уровнем моря. Ширина русла в низовьях — 55 м при глубине 0,7 м, скорость течения — 1,8 м/с.

## Основные притоки
Указаны поименованные притоки длиной 30 км и более
| Название | Расстояние от устья | Длина | Положение |
| -------- | ------------------- | ----- | --------- |
| Сыпучий  | 22                  | 33    | правый    |
| Нивандя  | 25                  | 55    | левый     |

## Данные водного реестра
По данным государственного водного реестра России относится к Ленскому бассейновому округу, речной бассейн реки — Лена, речной подбассейн реки — Алдан, водохозяйственный участок реки — Мая от водомерного поста села Аим до устья.
Код объекта в государственном водном реестре — 18030600612117300033397.